# 36060 Babuška
(36060) Babuška, denumire internațională (36060) Babuska, este un asteroid din centura principală de asteroizi.

## Descriere
36060 Babuška este un asteroid din centura principală de asteroizi. A fost descoperit pe 14 septembrie 1999 la Observatorul din Ondřejov de Petr Pravec și Peter Kušnirák. Asteroidul prezintă o orbită caracterizată de o semiaxă mare de 2,60 ua, o excentricitate de 0,20 și o înclinație de 3,5° în raport cu ecliptica.